# エーリッヒ・ノイマン
エーリッヒ・ノイマン（Erich Neumann, 1905年1月23日 - 1960年11月5日）は、ユダヤ系ドイツ人でユング派の心理学者、精神分析家。

## 生涯

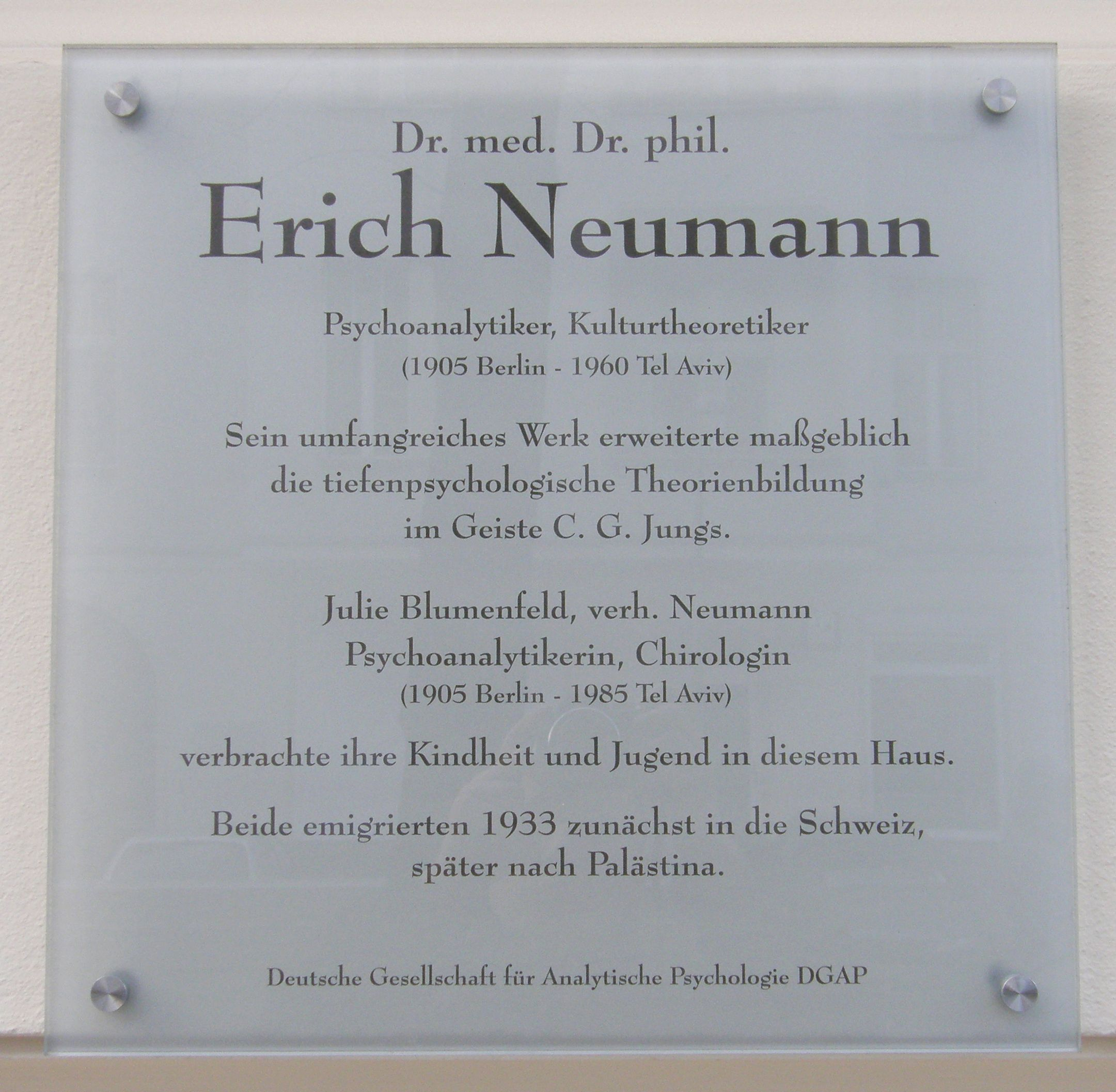
ベルリン・ヴィルマースドルフにあるノイマンの顕彰碑

1905年、ベルリンに生まれる。1927年、エアランゲン大学で哲学博士号を取得、1928年、精神分析家で外科医のユーリエ・ブルーメンフェルト（1905年 - 1985年）と結婚し、2人の子をもうける。
1933年にはベルリン大学で医学の国家試験に合格。ハイデルベルクでは、ハンナ・アーレントのグループに属していた。1933年、スイスに赴き、1934年までカール・グスタフ・ユングから深層心理学の研究の手ほどきを受ける。1934年、ドイツ国内でのユダヤ人迫害の動きによってイギリス委任統治領パレスチナへの移住を余儀なくされ。テルアビブで精神療法医として開業した。
1948年から亡くなった1960年まで、エラノス会議に計14回参加している。テルアビブにて没。

## 評価
- ノイマンはユングの最も重要で最も独創的な弟子であり、ノイマン独自の学派を打ち立てている。ノイマンは師・ユングの文字通り後継者となるべき立場にあったが、その師よりも1年早く死去した。
- 主著の『意識の起源史』（1949年）は、深層心理学の基礎を創ったとされる文献の一つに数えられている。

## 主要な著作
- Tiefenpsychologie und neue Ethik, 1949（石渡隆司訳『深層心理学と新しい倫理―悪を越える試み―』人文書院）
- Ursprungsgeschichte des Bewusstseins, 1949（林道義訳『意識の起源史』紀伊國屋書店）
- Amor und Psyche, 1952（河合隼雄監修、玉谷直實・井上博嗣訳『アモールとプシュケー』紀伊國屋書店）
- Umkreisung der Mitte, 3 Bde., 1953/54
- Die große Mutter, 1956（福島章・町沢静夫・大平健・渡辺寛美・矢沢昌史訳『グレート・マザー―無意識の女性の現象学―』ナツメ社）
- Der schöpferische Mensch, 1959
- Die archetypische Welt Henry Moores, 1961（没後の刊行）
- Krise und Erneuerung, 1961, posthum veröffentlicht
- Das Kind. Struktur und Dynamik der werdenden Persönlichkeit, 1963, 1980（没後の刊行。北村晋・阿部文彦・本郷均訳『こども―人格形成の構造と力学―』文化書房博文社）
- 松代洋一・鎌田輝男訳『女性の深層』紀伊國屋書店
- 氏原寛・野村美紀子訳『芸術と創造的無意識』創元社